# Pasaia (kommun)
Pasaia (occitanska: Passatjes) är en kommun i Spanien. Den ligger i Gipuzkoaprovinsen i den autonoma regionen Baskien i norra delen av landet, 300 km norr om huvudstaden Madrid. Antalet invånare är 16 009 (2024).